# Nic Dakin
Nicholas Dakin, né le 10 juillet 1955, est un homme politique britannique, membre du Parti travailliste.
Il est député de Scunthorpe de 2010 à 2019, et le redevient en 2024.
Il est whip de l'opposition et chef adjoint de l'ombre de la Chambre des communes en septembre 2015 puis nommé au ministre des écoles de l'ombre sous Jeremy Corbyn mais démissionne de son poste en juin 2016. Dakin rejoint ensuite le bureau des whips de l'opposition en octobre 2016.
En juillet 2024, il est nommé sous-secrétaire d'État parlementaire aux Peines dans le gouvernement de Keir Starmer.

## Jeunesse
Dakin grandit dans le Leicestershire et y fréquente l'école avant d'étudier à l'Université de Hull puis au King's University College de Londres, y obtenant son diplôme de premier cycle puis son PGCE.
Il enseigne l'anglais à Gävle, dans l'est de la Suède, puis au John Leggott College de Scunthorpe, où il est directeur.
Tout en enseignant au John Leggott College, il est également conseiller local de Kingsway avec Lincoln Gardens, puis chef du North Lincolnshire Council de 1997 à 2003. Il est également vice-président du Yorkshire Forward de 2005 à 2007.

## Carrière parlementaire
Il est sélectionné en octobre 2009 pour la circonscription de Scunthorpe et remporte le siège en mai 2010 avec une majorité de 2 549 voix. Par la suite, il gagne en 2015 et 2017. En 2017, il a gagné avec 52% des voix.
Dakin siège au comité spécial de l'éducation et est membre du comité de procédure de la Chambre des communes et du comité consultatif du président sur les œuvres d'art.
En octobre 2011, Dakin est nommé whip de l'opposition sous Ed Miliband  Il est aussi chef adjoint fantôme de la Chambre des communes en mai 2015. Après que Jeremy Corbyn ait remporté la direction du Parti travailliste en septembre 2015, Dakin est nommé ministre de l'ombre pour les écoles. Dakin démissionne de son poste du cabinet fantôme en juin 2016, invoquant une perte de confiance dans le dirigeant travailliste. Il soutient Owen Smith dans la tentative ratée de remplacer Jeremy Corbyn lors de l'élection à la direction du Parti travailliste (Royaume-Uni) en 2016 .
En octobre 2016, Dakin rejoint le bureau des whips de l'opposition.
Dakin préside plusieurs groupes parlementaires multipartites (APPG), notamment: les industries liées à l'acier et au métal, le cancer du pancréas, l'éducation, les compétences et l'emploi et le bioéthanol jusqu'à sa défaite électorale.
Il perd son siège au profit de l'ancienne conseillère conservatrice du North Lincolnshire Council, Holly Mumby-Croft, lors des élections générales de 2019 au Royaume-Uni. Il est réélu en juillet 2024.
Dakin est fait chevalier lors des honneurs d'anniversaire 2020 pour service politique.

## Vie privée
Il épouse Audrey Balsom en 1979 à Leicester et ont trois enfants.
Dakin a déjà suivi une formation de comptable et aime jouer au squash, marcher et écouter de la musique.